# 金毛铁线莲
金毛铁线莲（学名：Clematis chrysocoma）为毛茛科铁线莲属下的一个种。分布在中国云南、四川西部。

## 扩展阅读
- 金毛铁线莲图鉴[]